# Conrad Robertson
Conrad Christian Robertson (Devonport, 27 december 1957) is een Nieuw-Zeelands voormalig roeier. Robertson maakte zijn debuut met een achtste achtste plaats in de twee-met-stuurman tijdens de wereldkampioenschappen roeien 1978. Een jaar behaalde Robertson de zilveren medaille in de acht tijdens de wereldkampioenschappen roeien 1979. Bij de wereldkampioenschappen roeien 1983 werd Robertson wereldkampioen in de vier-met-stuurman. Op de Olympische Zomerspelen 1984 werd Robertson olympisch kampioen in de vier-zonder-stuurman.

## Resultaten
- Wereldkampioenschappen roeien 1978 in Cambridge 8e in de twee-met-stuurman
- Wereldkampioenschappen roeien 1979 in Bled  in de acht
- Wereldkampioenschappen roeien 1981 in München 7e in de acht
- Wereldkampioenschappen roeien 1983 in Hazewinkel  in de vier-met-stuurman
- Olympische Zomerspelen 1984 in Los Angeles  in de vier-zonder-stuurman
- Wereldkampioenschappen roeien 1985 in Hazewinkel 6e in de dubbel-vier

1904: Arthur Stockhoff & August Erker & Albert Nasse & George Dietz ·
1908: Robert Cudmore & James Angus Gillan & Duncan Mackinnon & Robert Somers-Smith ·
1924: Charles Eley & James MacNabb & Robert Morrison & Terence Sanders ·
1928: John Lander & Michael Warriner & Richard Beesly & Edward Bevan ·
1932: John Badcock & Hugh Edwards & Jack Beresford & Rowland George ·
1936: Rudolf Eckstein & Anton Rom & Martin Karl & Wilhelm Menne ·
1948: Giuseppe Moioli & Elio Morille & Giovanni Invernizzi & Franco Faggi ·
1952: Duje Bonačić & Velimir Valenta & Mate Trojanović & Petar Šegvić ·
1956: Archibald MacKinnon & Walter D'Hondt & Lorne Loomer & Donald Arnold ·
1960: Arthur Ayrault & Ted Nash & John Sayre & Richard Wailes ·
1964: John Ørsted Hansen & Bjørn Hasløv & Erik Petersen & Kurt Helmudt ·
1968: Frank Forberger & Frank Rühle & Dieter Grahn & Dieter Schubert ·
1972: Frank Forberger & Frank Rühle & Dieter Grahn & Dieter Schubert ·
1976: Siegfried Brietzke & Andreas Decker & Stefan Semmler & Wolfgang Mager ·
1980: [[Jürgen Thiele] & Andreas Decker & Stefan Semmler] & Siegfried Brietzke ·
1984: Les O'Connell & Shane O'Brien & Conrad Robertson & Keith Trask ·
1988: Roland Schröder & Thomas Greiner & Ralf Brudel & Olaf Förster ·
1992: Andrew Cooper & Nick Green & Mike McKay & James Tomkins ·
1996: Nick Green & Drew Ginn & James Tomkins & Mike McKay ·
2000: James Cracknell & Steve Redgrave & Tim Foster & Matthew Pinsent ·
2004: Steve Williams & James Cracknell & Ed Coode & Matthew Pinsent ·
2008: Tom James & Pete Reed & Andrew Triggs-Hodge & Steve Williams ·
2012: Alex Gregory & Pete Reed & Tom James & Andrew Triggs-Hodge ·
2016: Alex Gregory & Constantine Louloudis & George Nash & Mohamed Sbihi ·
2020: Alexander Purnell & Spencer Turrin  & Jack Hargreaves  & Alexander Hill ·
2024: Nick Mead & Justin Best & Michael Grady & Liam Corrigan